# Ercan Özçelik
Ercan Özçelik (auch: Ercan Oezcelik, * 12. August 1966 in Altınordu, Türkei) ist ein deutscher Schauspieler türkischer Herkunft.

## Leben
Özçelik kam 1972 aus der Türkei nach Deutschland und wuchs bei Karlsruhe auf. Er studierte an der Badischen Schauspielschule in Karlsruhe und erwarb dort 1988 ein Diplom für Schauspiel und Musical.  In der Folge arbeitete er als Theater- und Filmschauspieler. Er studierte die Schauspieltechniken nach Jerzy Grotowski, Lee Strasberg und Dominique De Fazio und nahm an Drehbuch- und Regie-Seminaren bei De Fazio und bei Yurek Bogayevicz teil. An der Freien Universität Berlin studierte er Film- und Theaterwissenschaften. Özçelik lehrt in Workshops seine Version des Schauspielens, bestehend aus den Technik-Elementen von De Fazio und Strasberg. 
Ercan Özçelik spielte in zahlreichen Haupt- und Nebenrollen im Film und Fernsehen, so 2002/2003 die Rolle des Tatort-Polizeibeamten und späteren Hauptkommissars Bülent Isi, an der Seite von Eva Mattes. Den Neurologen und Naturheiler Dr. Beroz in der RTL-Serie OP ruft Dr. Bruckner und die Hauptrolle im Kinofilm The Disappearance (2016). Eine Nebenrolle als Detective Metin spielte er neben Jeff Goldblum in Hal Hartleys Kinofilm Fay Grim (2006). 

## Filmografie
Kino
- 1996: 5 Minuten Ikarus – Regie: Martin Eigler
- 1997: Saduj (Kurzfilm) – Regie: Martin Eigler
- 1997: Die Pointe – Regie: Jürgen Weber
- 2004: Illusion X – Regie: Martin Morlock
- 2004: Folge der Feder! – Regie: Nuray Şahin
- 2006: Fay Grim – Regie: Hal Hartley
- 2008: Fünf Fische, zwei Brote – Regie: Alex Eslam
- 2009: Gangs – Regie: Rainer Matsutani
- 2016: The Disappearance / In The Same Garden – Regie: Roger Deutsch & Gabor Holtai

 Fernsehen 
- 1990: Pfarrerin Lenau
- 1993: Motzki (2 Episoden)
- 1996–2001: OP ruft Dr. Bruckner (45 Episoden)
- 1997: 2 1/2 Minuten – Regie: Rolf Schübel
- 1998: Reise in die Nacht – Regie: Matti Geschonneck
- 1999: Die Straßen von Berlin
- 2000: Ein Vater im Alleingang – Regie: Diethard Küster
- 2000: Das Teufelsweib – Regie: Oliver Berben
- 2001: Offroad.TV
- 2001: Drehkreuz Airport
- 1999–2002: Die Pfefferkörner (11 Episoden)
- 2002: Tatort: Schlaraffenland – Regie: Nina Grosse
- 2002: Tatort: 1000 Tode – Regie: Jobst Oetzmann
- 2003: Tatort: Stiller Tod – Regie: Richard Huber
- 2003: Blond: Eva Blond! – Der Zwerg im Schließfach – Regie: Hermine Huntgeburth
- 2006: Die Rosenheim-Cops: Die verschwundene Leiche
- 2006: Meine verrückte türkische Hochzeit – Regie: Stefan Holtz
- 2006: SOKO Leipzig: Die verschwundene Leiche – Regie: Oren Schmuckler
- 2007: Da kommt Kalle: Sündenbock – Regie: Lars Jessen
- 2008: GSG 9 – Ihr Einsatz ist ihr Leben: Todeszelle – Regie: Hans-Günther Bücking
- 2010: Molly & Mops Ein Mops kommt selten allein – Regie: Michael Karen
- 2010: Die Märchenstunde: Die Karawane der verfluchten Jungfrauen – Regie: Michael Karen
- 2012: Lindenstraße Thomas Müller – Regie: Iain Dilthey
- 2013: Hauptstadtrevier Heiter bis tödlich – Regie: Ulrike Hamacher
- 2014: Letzte Spur Berlin Fluchtversuch/Sprachlos – Regie: Florian Kern

## Theaterrollen
- 1986: Zirkus, Die Insel/Badisches Staatstheater Karlsruhe, Regie: Kiumars Sharif
- 1986: Die Physiker, Die Insel/Badisches Staatstheater Karlsruhe, Regie: Kiumars Sharif
- 1987: Unsere kleine Stadt, Gengenbacher Freilichtspiele, Regie: Michael & Werner Wedekind
- 1988–89: Der Vogelkopp, Das Leben der Hilletje Jans, Blutsbrüder/Kinder- u. Jugendtheater Landesbühne Bruchsal, Regie: Rolf P. Parchwitz, Christoph Benkelmann, Gerhard Printschitsch
- 1988: Bitterer Honig, Die Insel/Badisches Staatstheater Karlsruhe, Regie: Rolphe de la Croix
- 1989–1990: Arturo Ui am Bremer Schauspielhaus
- 1990: Geheime Freunde, Schillertheater Berlin, Regie: Airan Berg
- 1994: Katzelmacher am Nationaltheater Mannheim
- 1995: Dreigroschenlieder, Independent Productions, Regie: Selçuk Sazak
- 2004: Im Rausch der Tiefe, Independent Production, Regie: Ercan Özçelik, Peter Bleckwehl